# Fibiger (cráter)
Fibiger es un cráter de impacto perteneciente a la cara visible de la Luna, situado cerca del Polo Norte lunar. El elemento principal más cercano es el cráter Byrd. Al norte de Fibiger se encuentran los cráteres Erlanger y Peary, que tienen un diámetro de 9,9 km y 73 km de diámetro respectivamente.
|  |  |

Su forma es ovalada, con el eje mayor orientado en sentido estenoreste. Su borde, especialmente ancho en algunos sectores, está considerablemente desfigurado por el efecto de impactos cercanos, presentando numerosas hendiduras y zonas discontinuas.
El cráter recibió su nombre junto con otros 18 cráteres el 22 de enero de 2009 por decisión de la UAI. Fue nombrado en memoria del patólogo  en Johannes Fibiger.